# ドミニカ侵攻 (1761年)
ドミニカ島侵攻（ドミニカとうしんこう、英語: Invasion of Dominica）は七年戦争中の1761年6月、イギリス軍によるカリブ海のドミニカ島への遠征。

## 背景
1760年末までにイギリスのカナダ征服が完了し、大勢のイギリス軍が戦闘もないままに留まっていた。
1761年1月、ウィリアム・ピットはジェフリー・アマーストに彼の軍は同年秋に計画されたドミニカ島、セントルシア、マルティニークの侵攻に必要であると述べた。アマーストは即座に1759年に占領したグアドループへ軍勢2千を派遣、グアドループ総督とドミニカとセントルシア侵攻の計画を立てた。アマーストは同年、マルティニーク占領のためにさらに軍勢6千を派遣した。

## 遠征
1761年6月の初め、アメリカからグアドループへの補給艦隊が1隻ずつ入港した。艦隊は嵐に流されて散り散りにされたのであったが、6月3日までに船4隻とアマーストにより指揮官に任命された第5代ロロ卿が到着した。
4日、アメリカからの船4隻とグアドループの船1隻がリーワード諸島の駐屯地のジェームズ・ダグラス提督率いる護衛艦隊とともにドミニカに遠征した。遠征軍はグアドループ駐留軍300人、ハイランダー400人、歩兵2個連隊であった。
6日正午、イギリス軍はロゾーに着き、住民に降伏を勧告した。フランス軍は返事の代わりに砲台や塹壕に移動して守備についた。ロロは上陸して入城した。フランスが夜に紛れて増援するのを恐れたロロは夜が近いにかかわらず強襲を命令し、混乱に陥ったフランス軍を少数の損害だけで追い出した。フランス軍の指揮官と副官の両方が捕虜になったため抵抗は終息した。
翌日、ドミニカ島はジョージ3世に忠誠を誓った。

## その後
グアドループやマルティニークと違い、1763年のパリ条約はドミニカ島の返還を定めず、イギリスが保持した。ドミニカ島はアメリカ独立戦争中にフランスに奪回され、1778年から1783年まで占領された。島は1783年にイギリスに返還され、1978年に独立するまでイギリス領となった。